# Llengua Ts'ün-Lao
Ts'ün-Lao és una llengua tais que es parla a la província de Lai Châu, a la regió nord-oest del Vietnam.